# 1913 en mathématiques
| Années des mathématiques : 1910 - 1911 - 1912 - 1913 - 1914 - 1915 - 1916    |
| Décennies des mathématiques : 1880 - 1890 - 1900 - 1910 - 1920 - 1930 - 1940 |

Cet article présente les faits marquants de l'année 1913 en mathématiques.

## Événements
- 16 janvier : le mathématicien britannique Godfrey Harold Hardy reçoit une lettre de Madras de Srinivasa Ramanujan contenant cent-vingt formules et théorèmes sans démonstration. Hardy et son collègue John Edensor Littlewood concluent au génie du jeune mathématicien indien qui est invité à Cambridge de 1914 à 1919[1].

## Publications
- Bertrand Russell et Alfred North Whitehead : Principia Mathematica.
- Karl Sundman : Mémoire sur le problème des trois corps, Acta Mathematica.

## Naissances
- 1er janvier : Karl Stein (mort en 2000), mathématicien allemand.
- 7 janvier : Paul Ruff (mort en 2000), résistant, mathématicien et syndicaliste français.
- 18 janvier : Walter Francis Penney (mort en 2000), mathématicien et cryptographe américain, auteur du paradoxe de Penney.
- 1er février : Ernest Corominas (mort en 1992), mathématicien français d'origine espagnole.
- 24 février : Richard Goodwin (mort en 1996), économiste et mathématicien américain.
- 1er mars : Hubert Delange (mort en 2003), mathématicien français.
- 26 mars : Paul Erdős (mort en 1996), mathématicien hongrois.
- 3 avril : Jan Mikusiński (mort en 1987), mathématicien polonais.
- 27 avril : Irving Adler (mort en 2012), mathématicien américain.
- 30 avril : Genevieve Grotjan Feinstein (morte en 2006), mathématicienne américaine.
- 21 mai : Suzan Kahramaner (morte en 2006), mathématicienne turque.
- 18 juin : Oswald Teichmüller (mort en 1943), mathématicien allemand.
- 6 juillet : Jordan Carson Mark (mort en 1997), mathématicien américain.
- 29 juillet : Béla Szőkefalvi-Nagy (mort en 1998), mathématicien hongrois.
- 2 septembre : Israel Gelfand (mort en 2009), mathématicien russe.
- 7 septembre : Billy James Pettis (mort en 1979), mathématicien américain.
- 30 septembre : Samuel Eilenberg (mort en 1998), mathématicien américain d'origine polonaise.
- 27 octobre : Marie-Hélène Schwartz (morte en 2013), mathématicienne française.
- 1er novembre : Andrzej Mostowski (mort en 1975), mathématicien polonais.
- 9 novembre : André Lentin (mort en 2015), mathématicien, logicien et informaticien théoricien français.
- 12 décembre : Emma Castelnuovo (morte en 2014), mathématicienne italienne.
- Max Krook (mort en 1985), mathématicien et physicien américain.

## Décès
- 9 janvier : Giuseppe Lauricella (né en 1867), mathématicien italien.
- 23 janvier : Angiolo Nardi Dei (né en 1833), mathématicien italien.
- 8 avril : Julius König (né en 1849), mathématicien hongrois.
- 18 avril : Pieter Schoute (né en 1846), mathématicien néerlandais.
- 17 mai : Heinrich Weber (né en 1842), mathématicien allemand.
- 21 juin : Gaston Tarry (né en 1843), mathématicien français.
- 12 août : Carlo Bourlet (né en 1866), mathématicien français.
- 18 septembre : Samuel Roberts (né en 1827), mathématicien britannique.
- 4 novembre : Luis Huergo (né en 1837), ingénieur et mathématicien argentin.